# John Rungsted Sørensen
John Rungsted Sørensen (* 5. Oktober 1934 in Kopenhagen) ist ein ehemaliger dänischer Kanute.

## Erfolge
John Rungsted Sørensen nahm an den Olympischen Spielen 1964 in Tokio mit Peer Norrbohm im Zweier-Canadier auf der 1000-Meter-Strecke teil. Als Dritte des Vorlaufs qualifizierten sie sich für das Finale, das sie auf dem dritten Platz beendeten. Nach 4:07,48 Minuten überquerten sie nach dem siegreichen sowjetischen Duo Andrij Chimitsch und Stepan Oschtschepkow sowie Jean Boudehen und Michel Chapuis aus Frankreich die Ziellinie, womit sie die Bronzemedaille gewannen.
Ein Jahr darauf belegten sie auch bei den Europameisterschaften in Bukarest im Zweier-Canadier über 1000 Meter den dritten Platz.